# マラビジャヤ・ブッダ
マラビジャヤ・ブッダ （ビルマ語: မာရဝိဇယဗုဒ္ဓရုပ်ပွားတော်; MLCTS: ma-raa-wii-zi.gaa-buu.da-dho.paa.baa.daw 発音 [məɹə wɪʧi bʊdə ɹoʊhɪtə pɔːwɑː tɔː]）は、ミャンマーの首都・ネピドーに造立された大仏である。軍事政権により、2023年8月1日に開眼式がとりおこなわれた。

## 特徴
高さ25メートルの大理石造仏像である。触地印を結ぶこの大仏は、大理石の仏像としては世界最大のものである。大理石はマンダレー近郊のサギンから切り出された。91ヘクタールの敷地に造立されており、同じ敷地には石刻の銘文、仏塔、宗教施設、ムチャリンダ池などがある。
大仏の諸元は、ミャンマーの数秘術において演技が良いとされている「9」の数字と密接に関連づけられている。大仏の重さは5252トンであり、それぞれの桁を足し合わせると9となる。また、蓮座の高さである18フィートと、仏像の高さである63フィートも、それぞれの桁を足し合わせると9となる。大仏の周囲に建てられた仏塔は、全部で720基である。

## 歴史
2020年6月14日に造立がはじまり、2021年ミャンマークーデター後に国営新聞によって報じられた。「マラビジャヤ」の名前は「マーラを討ち滅ぼす者」の意味である。造立工事は、軍事政権と関係が深い僧侶であるアシンチェキンダとシタグ僧正によって監督された。造立費用は2.76億アメリカドルであり、国営メディアを通じて寄付が募られた。商工関係者や軍高官といった、政権に近い人物から330億チャット（約1000万ドル）が集められた。
同プロジェクトは軍事政権の最高権力者であるミンアウンフラインが、仏教の守護者・推進者としての側面を強調することで公的正当性を高め、自らの過去をごまかし、統治を長引かせようとする「虚栄」であると批判された。ヤンゴンのチャウッタージー・ブッダに代表されるよう、軍事政権がこのような寺院を造立することはしばしばあった。
ミンアウンフラインにより、ネーピードー刑務所を回避して造立現場に向かう、新道路が建設された。2023年3月には、大仏の目から「涙が流れている」ように見える縞模様があらわれたとして、軍部が仏像の顔を覆い、見学および写真撮影を禁じた。
ワソの満月の日にあたる、2023年8月1日に開眼式がとりおこなわれ、900人の僧侶が招聘された。同式典における説法で、チャウッメ僧正（Kyaukme Sayadaw）ことカンダンサーラ（Candanasāra）は、3本指サインを用いながら、仏教の真髄は3つの言葉に縮約することができると論じ、間接的にこれらの基本的な戒律すら守っていない軍事政権を批判した。同日、宗教文化大臣であったコーコー（Ko Ko）は、「健康上の理由」のために更迭された。

## ギャラリー
- 造立時の各パーツ
- 大仏周辺の噴水広場
- ムチャリンダ池
- 石刻の銘文